# اداره تابعیت و مهاجرت هلند
اداره تابعیت و مهاجرت هلند (انگلیسی: Immigration and Naturalisation Service) یک سازمان دولتی هلند است که مرجع رسیدگی به درخواست پناهندگی خارجیان می‌باشد با عنوان اختصاری (IND) که بخشی از وزارت دادگستری و امنیت ملی بوده و تمامی درخواست‌های مربوط به پناهندگی، تشکیل خانواده، ویزا و سایر اجازه‌های اقامت را مورد بررسی قرار می‌دهد.

## وزارت
از ۲۰۱۵ کلاوس دیکهوف معاون وزیر دادگستری و امنیت ملی هلند سیاست‌های کلی پناهندگی دولت این کشور در ارتباط با خارجیان را تعیین می‌کرد؛ و از ۲۵ اکتبر ۲۰۱۷ به عنوان رهبر حزب مردم برای آزادی و دموکراسی در مجلس نمایندگان خدمت می‌کند.
در ۲۰۱۸ وزارت دادگستری توسط وزیر فردیناند گرپرزهاس (CDA) و معاون وزیر دادگستری ساندر دککر (VVD) رهبری می‌شود و مسئول سیاست‌های مربوط به حمایت قانونی است. این ارگان به نام وزارت تابعیت و مهاجرت نیز شناخته می‌شود، در ۲۰۱۸ مارک هاربرز (VVD)، که به عنوان وزیر خارجه واجد شرایط است. تقریباً ۳۰٬۰۰۰ کارمند دولتی در وزارتخانه در لاهه و سراسر هلند را در استخدام دارد.